# Куру дере (приток на Места)
Куру дере (на гръцки: Ξηρόρεμα, Ксирорема, до 1969 година Κουροῦ Ντερὲ, Куру дере) е река в планината Урвил (Леканис Ори), Южна Македония, Гърция.
Реката извира в северната част на Урвил, североизточно под връх Чал (1298 m) под името Чайлик (Халкорема). Тече в югоизточна посока до село Дипотамос (Чайлик), южно от което завива на юг под името Кочаглар. Приема десния си приток Суютчук дере (Аясма) и завива на югоизток. В котловината на Платания (Муса махале) приема десните си притоци Али Кури (Кумариес) и Кестени (Кастания). В котловината завива рязко на изток, приема десния си приток Саут дере (Ития Рема), и под името Куру дере напуска планината и се влива в Места (Нестос) като десен приток, североизточно от Неос Ксериас (Куру Дере).